# Quo Vadis, Aida?
Quo Vadis, Aida? ( lit. Aonde você está indo, Aida? ) é um filme de drama de guerra da Bósnia de 2020 escrito, produzido e dirigido por Jasmila Žbanić. Uma co-produção internacional de doze produtoras, o filme foi exibido na seção de competição principal do 77º Festival Internacional de Cinema de Veneza. Foi nomeado para Melhor Longa-Metragem Internacional no 93º Oscar. No Brasil, foi lançado pela Synapse Distribution em 2021. Foi exibido no Telecine no Festival do Rio em 22 de julho de 2021.

## Sinopse
Em 11 de julho de 1995, a tradutora da ONU Aida tenta salvar sua família depois que o Exército da Republika Srpska assume o controle da cidade de Srebrenica antes do massacre de Srebrenica. Sua família está entre os milhares de cidadãos que procuram abrigo no acampamento da ONU. Como uma pessoa de dentro das negociações, Aida tem acesso a informações cruciais que ela precisa interpretar.

## Elenco
- Jasna Đuričić como Aida Selmanagić
- Izudin Bajrović como Nihad Selmanagić
- Boris Isaković como General Ratko Mladić
- Johan Heldenbergh como Coronel Thom Karremans
- Raymond Thiry como Major Rob Franken
- Boris Ler como Hamdija Selmanagić
- Dino Bajrović como Sejo Selmanagić
- Reinout Bussemaker como Colonel Dr. Robben
- Juda Goslinga como Lieutenent Rutten
- Jelena Kordić Kuret como Chamila
- Rijad Gvozden como Muhaream
- Emir Hadžihafizbegović como Joka
- Edita Malovčić como Vesna
- Teun Luijkx como Captain Mintjes
- Joes Brauers como Boudwijn
- Ermin Bravo como o Prefeito
- Sol Vinken como Soldado Lammerts
- Micha Hulshof como Major De Haan
- Alban Ukaj como Tarik

## Recepção
No Rotten Tomatoes, 100% das 54 críticas são positivas e a classificação média é de 8,8/10. O consenso dos críticos no site afirma: "Quo Vadis, Aida? usa o conflito doloroso de uma mulher para oferecer um relato marcante do devastador tributo humano na guerra." De acordo com o Metacritic, o filme recebeu "aclamação universal" com base em uma média ponderada pontuação de 97 em 100 de 16 críticas.

## Premiações
Em setembro de 2020, Quo Vadis, Aida? foi selecionado como a entrada da Bósnia para o Melhor Longa-Metragem Internacional no 93º Oscar, fazendo a lista de quinze filmes. Em 15 de março de 2021, o filme foi oficialmente reconhecido como indicado nessa categoria. Ele ganhou o Prêmio do Público na 50ª edição do Festival Internacional de Cinema de Rotterdam e o Prêmio de Melhor Filme Internacional no Festival de Cinema de Gotemburgo de 2021. O filme também foi indicado ao prêmio de Melhor Filme Internacional no 36º Independent Spirit Awards . Em março de 2021, o 74º British Academy Film Awards nomeou o filme como Melhor Filme Não em Língua Inglesa e Žbanić recebeu uma indicação na categoria de Melhor Diretor.